# Pallavolo Motta 2022-2023
Questa voce raccoglie le informazioni riguardanti la Pallavolo Motta nelle competizioni ufficiali della stagione 2022-2023.

## Stagione
Nella stagione 2022-23 la Pallavolo Motta assume la denominazione sponsorizzata di HRK Motta di Livenza.
Partecipa per la seconda volta consecutiva, alla Serie A2, chiudendo la regular season di campionato al quattordicesimo posto in classifica: la posizione ne determina la retrocessione in Serie A3.

## Organigramma societario
Area direttiva
- Presidente: Massimiliano Sarcinelli (fino al 16 novembre 2022), Antonio Buso (dal 17 novembre 2022)
- Vicepresidente: Giuliano Bonadio (dal 17 novembre 2022)
- Direttore Sportivo: Alessandro Carniel
- Team Manager: Giacomo Crovato
- Responsabile Settore Giovanile: Paolo Robazza
- Amministrazione: Nicole Martinazzi

Area tecnica
- Allenatore: Giuseppe Lorizio (fino al 14 dicembre 2022), Milo Zanardo (dal 14 dicembre 2022)
- Allenatore in seconda: Milo Zanardo (fino al 14 dicembre 2022), Gianluca Di Egidio (dal 13 gennaio 2023)
- Scout Man: Maria Ilaria Donadi

Area comunicazione
- Relazioni Esterne: Giuliano Bonadio
- Addetto Stampa: Alice Bariviera

Area marketing
- Responsabile Marketing: Antonio Buso

Area sanitaria
- Medico: Gianfranco Silverii
- Fisioterapista: Stefano Galifi

## Rosa
| N° | Nome                 | Ruolo | Data di nascita   | Nazionalità sportiva |
| -- | -------------------- | ----- | ----------------- | -------------------- |
| 1  | Sebastiano Santi     | L     | 10 aprile 1998    | Italia               |
| 2  | Stefano Trillini     | C     | 9 agosto 1999     | Italia               |
| 3  | Alberto Cavasin      | O     | 19 giugno 2001    | Italia               |
| 4  | Andrea Schiro        | S     | 10 settembre 2001 | Italia               |
| 5  | Pier Paolo Partenio  | P     | 6 febbraio 1993   | Italia               |
| 6  | Edoardo Cunial       | S     | 7 gennaio 2004    | Italia               |
| 7  | Enrico Pilotto       | C     | 10 giugno 1998    | Italia               |
| 8  | Giuseppe Bellanova   | P     | 10 gennaio 2003   | Italia               |
| 9  | Francesco Fusaro     | C     | 30 maggio 1999    | Italia               |
| 9  | Alessandro Acquarone | P     | 20 settembre 1999 | Italia               |
| 10 | Matheus Costa        | S     | 11 settembre 1995 | Brasile              |
| 11 | Alessandro Acuti     | C     | 13 agosto 2000    | Italia               |
| 13 | Valentin Kordas      | O     | 31 dicembre 1998  | Estonia              |
| 16 | Leonardo Battista    | L     | 29 marzo 1995     | Italia               |
| 17 | Enrico Lazzaretto    | S     | 11 marzo 1995     | Italia               |
| 18 | Alberto Pol          | S     | 4 marzo 2001      | Italia               |

## Mercato
| Acquisti | Acquisti             | Acquisti          | Acquisti   |
| R.       | Nome                 | da                | Modalità   |
| -------- | -------------------- | ----------------- | ---------- |
| P        | Alessandro Acquarone | Lupi Santa Croce  | definitivo |
| P        | Giuseppe Bellanova   | Modena            | definitivo |
| O        | Alberto Cavasin      | Vammalan          | definitivo |
| S        | Edoardo Cunial       | Treviso           | definitivo |
| C        | Francesco Fusaro     | Porto Robur Costa | definitivo |
| O        | Valentin Kordas      | Duo               | definitivo |
| S        | Enrico Lazzaretto    | Macerata          | definitivo |
| P        | Pier Paolo Partenio  | Callipo           | definitivo |
| C        | Enrico Pilotto       | Folgore Massa     | definitivo |
| S        | Alberto Pol          | Porto Robur Costa | definitivo |
| L        | Sebastiano Santi     | Team Club         | definitivo |
| S        | Andrea Schiro        | Padova            | definitivo |
| C        | Stefano Trillini     | Normanna Aversa   | definitivo |

| Cessioni | Cessioni            | Cessioni           | Cessioni   |
| R.       | Nome                | a                  | Modalità   |
| -------- | ------------------- | ------------------ | ---------- |
| P        | Alessio Alberini    | Libertas Brianza   | definitivo |
| C        | Omar Biglino        | Emma Villas        | definitivo |
| S        | Claudio Cattaneo    | New Mater          | definitivo |
| C        | Francesco Fusaro    | Powervolley Milano | definitivo |
| O        | Kristian Gamba      | Libertas Brianza   | definitivo |
| S        | Enrico Lazzaretto   | Macerata           | definitivo |
| S        | Gianluca Loglisci   | Atlantide Brescia  | definitivo |
| C        | Michele Luisetto    | Atlantide Brescia  | definitivo |
| C        | Luca Morchio        | La Bollente        | definitivo |
| P        | Pier Paolo Partenio | Virtus Fano        | definitivo |
| O        | Francesco Pugliatti | Sicily Beach       | definitivo |
| P        | Marco Pugliatti     | Cinquefrondi       | definitivo |
| S        | Alberto Saibene     | Belluno            | definitivo |
| P        | Marco Zaccaria      | Era                | definitivo |

## Risultati

### Serie A2

#### Girone di andata
| 1ª Giornata - 9 ottobre 2022 PalaSanLazzaro, Padova                  | Motta             | 2 - 3 | Tricolore           | 20-25, 25-20, 25-23, 22-25, 12-15 |
| 2ª Giornata - 16 ottobre 2022 PalaCastagnaretta, Cuneo               | Cuneo             | 3 - 0 | Motta               | 25-23, 25-22, 26-24               |
| 3ª Giornata - 20 ottobre 2022 PalaBarbazza, San Donà di Piave        | Motta             | 0 - 3 | Porto Viro          | 18-25, 22-25, 22-25               |
| 4ª Giornata - 23 ottobre 2022 PalaCosta, Ravenna                     | Porto Robur Costa | 3 - 2 | Motta               | 25-22, 21-25, 25-22, 21-25, 15-13 |
| 5ª Giornata - 29 ottobre 2022 PalaBarbazza, San Donà di Piave        | Motta             | 0 - 3 | M&G                 | 23-25, 22-25, 20-25               |
| 6ª Giornata - 5 novembre 2022 PalaBarbazza, San Donà di Piave        | Motta             | 0 - 3 | New Mater           | 20-25, 19-25, 25-27               |
| 7ª Giornata - 12 novembre 2022 Palazzetto dello Sport, Bergamo       | Olimpia Bergamo   | 3 - 1 | Motta               | 25-22, 25-22, 26-28, 25-16        |
| 8ª Giornata - 20 novembre 2022 PalaFrancescucci, Casnate con Bernate | Libertas Brianza  | 3 - 2 | Motta               | 20-25, 25-15, 25-17, 30-32, 15-11 |
| 9ª Giornata - 26 novembre 2022 PalaBarbazza, San Donà di Piave       | Motta             | 3 - 2 | Rinascita Lagonegro | 23-25, 17-25, 25-21, 25-21, 15-8  |
| 10ª Giornata - 4 dicembre 2022 PalaParenti, Santa Croce sull'Arno    | Lupi Santa Croce  | 3 - 0 | Motta               | 25-21, 25-20, 25-16               |
| 11ª Giornata - 7 dicembre 2022 PalaBarbazza, San Donà di Piave       | Motta             | 1 - 3 | Prata               | 17-25, 22-25, 25-20, 23-25        |
| 12ª Giornata - 11 dicembre 2022 PalaMaiata, Vibo Valentia            | Callipo           | 3 - 0 | Motta               | 25-15, 26-24, 25-22               |
| 13ª Giornata - 17 dicembre 2022 PalaBarbazza, San Donà di Piave      | Motta             | 1 - 3 | Atlantide Brescia   | 21-25, 25-21, 17-25, 22-25        |

#### Girone di ritorno
| 14ª Giornata - 26 dicembre 2022 PalaBigi, Reggio nell'Emilia          | Tricolore           | 3 - 1 | Motta             | 25-22, 25-22, 27-29, 25-22        |
| 15ª Giornata - 7 gennaio 2023 PalaBarbazza, San Donà di Piave         | Motta               | 3 - 2 | Cuneo             | 25-20, 22-25, 24-26, 25-16, 19-17 |
| 16ª Giornata - 15 gennaio 2023 Palazzetto dello Sport, Porto Viro     | Porto Viro          | 3 - 2 | Motta             | 25-22, 25-15, 21-25, 21-25, 15-11 |
| 17ª Giornata - 21 gennaio 2023 PalaBarbazza, San Donà di Piave        | Motta               | 1 - 3 | Porto Robur Costa | 22-25, 26-24, 18-25, 22-25        |
| 18ª Giornata - 28 gennaio 2023 Palasport Grottazzolina, Grottazzolina | M&G                 | 1 - 3 | Motta             | 15-25, 25-17, 27-29, 23-25        |
| 19ª Giornata - 12 febbraio 2023 PalaGrotte, Castellana Grotte         | New Mater           | 2 - 3 | Motta             | 25-22, 20-25, 20-25, 28-26, 11-15 |
| 20ª Giornata - 17 febbraio 2023 PalaBarbazza, San Donà di Piave       | Motta               | 3 - 1 | Olimpia Bergamo   | 17-25, 25-23, 25-21, 25-21        |
| 21ª Giornata - 26 febbraio 2023 PalaBarbazza, San Donà di Piave       | Motta               | 0 - 3 | Libertas Brianza  | 27-29, 22-25, 19-25               |
| 22ª Giornata - 4 marzo 2023 Palasport Villa D'Agri, Marsicovetere     | Rinascita Lagonegro | 3 - 2 | Motta             | 20-25, 25-22, 25-19, 20-25, 19-17 |
| 23ª Giornata - 12 marzo 2023 PalaBarbazza, San Donà di Piave          | Motta               | 3 - 1 | Lupi Santa Croce  | 26-24, 23-25, 25-16, 25-20        |
| 24ª Giornata - 18 marzo 2023 PalaPrata, Prata di Pordenone            | Prata               | 3 - 1 | Motta             | 25-21, 25-17, 31-33, 25-22        |
| 25ª Giornata - 26 marzo 2023 PalaBarbazza, San Donà di Piave          | Motta               | 2 - 3 | Callipo           | 25-23, 22-25, 25-22, 18-25, 14-16 |
| 26ª Giornata - 2 aprile 2023 PalaSanFilippo, Brescia                  | Atlantide Brescia   | 2 - 3 | Motta             | 15-25, 27-25, 25-20, 22-25, 12-15 |

## Statistiche

### Statistiche di squadra
| Competizione | Punti | In casa | In casa | In casa | In trasferta | In trasferta | In trasferta | Totale | Totale | Totale |
| Competizione | Punti | G       | V       | P       | G            | V            | P            | G      | V      | P      |
| ------------ | ----- | ------- | ------- | ------- | ------------ | ------------ | ------------ | ------ | ------ | ------ |
| Serie A2     | 23    | 13      | 4       | 9       | 13           | 3            | 10           | 26     | 7      | 19     |
| Totale       | -     | 13      | 4       | 9       | 13           | 3            | 10           | 26     | 7      | 19     |

G = partite giocate; V = partite vinte; P = partite perse 

### Statistiche dei giocatori
| Giocatore     | Serie A2 | Serie A2 | Serie A2 | Serie A2 | Serie A2 | Totale | Totale | Totale | Totale | Totale |
| Giocatore     | P        | PT       | AV       | MV       | BV       | P      | PT     | AV     | MV     | BV     |
| ------------- | -------- | -------- | -------- | -------- | -------- | ------ | ------ | ------ | ------ | ------ |
| A. Acquarone  | 17       | 29       | 14       | 11       | 4        | 17     | 29     | 14     | 11     | 4      |
| A. Acuti      | 16       | 84       | 63       | 18       | 3        | 16     | 84     | 63     | 18     | 3      |
| L. Battista   | 24       | 0        | 0        | 0        | 0        | 24     | 0      | 0      | 0      | 0      |
| G. Bellanova  | 8        | 4        | 1        | 2        | 1        | 8      | 4      | 1      | 2      | 1      |
| A. Cavasin    | 18       | 244      | 214      | 14       | 16       | 18     | 244    | 214    | 14     | 16     |
| E. Cunial     | 4        | 7        | 6        | 1        | 0        | 4      | 7      | 6      | 1      | 0      |
| F. Fusaro     | 8        | 19       | 10       | 7        | 2        | 8      | 19     | 10     | 7      | 2      |
| V. Kordas     | 25       | 399      | 348      | 23       | 28       | 25     | 399    | 348    | 23     | 28     |
| E. Lazzaretto | 11       | 58       | 49       | 6        | 3        | 11     | 58     | 49     | 6      | 3      |
| P. Partenio   | 9        | 16       | 7        | 8        | 1        | 9      | 16     | 7      | 8      | 1      |
| E. Pilotto    | 25       | 111      | 75       | 27       | 9        | 25     | 111    | 75     | 27     | 9      |
| A. Pol        | 14       | 102      | 72       | 21       | 9        | 14     | 102    | 72     | 21     | 9      |
| S. Santi      | 9        | 0        | 0        | 0        | 0        | 9      | 0      | 0      | 0      | 0      |
| A. Schiro     | 13       | 104      | 84       | 9        | 11       | 13     | 104    | 84     | 9      | 11     |
| M. Costa      | 22       | 252      | 214      | 21       | 17       | 22     | 252    | 214    | 21     | 17     |
| S. Trillini   | 25       | 210      | 130      | 75       | 5        | 25     | 210    | 130    | 75     | 5      |

P = presenze; PT = punti totali; AV = attacchi vincenti; MV = muri vincenti; BV = battute vincenti